# فردریک اودئا
فردریک اودئا (به فرانسوی: Frédéric Oudéa) (زاده ۳ ژوئیه ۱۹۶۳ ) کارآفرین، بانکدار و مدیر ارشد اجرایی فرانسوی است، که در حال حاضر به‌عنوان مدیر عامل اجرایی بانک سوسیته ژنرال فعالیت می‌نماید.